# Rad-Weltcup der Frauen 2012
Der Rad-Weltcup der Frauen 2012 war die 15. Austragung dieser seit der Saison 1998 vom Weltradsportverband UCI ausgetragenen Serie der wichtigsten Eintagesrennen im Straßenradsport der Frauen.

## Rennen
| Datum      | Rennen                                   | Siegerin/nen                                        | Führende Fahrerin                                | Führendes Team                    |
| ---------- | ---------------------------------------- | --------------------------------------------------- | ------------------------------------------------ | --------------------------------- |
| 10. März   | Ronde van Drenthe                        | Marianne Vos (Stichting Rabo Women Cycling Team)    | Marianne Vos (Stichting Rabo Women Cycling Team) | Stichting Rabo Women Cycling Team |
| 25. März   | Trofeo Alfredo Binda-Comune di Cittiglio | Marianne Vos (Stichting Rabo Women Cycling Team)    | Marianne Vos (Stichting Rabo Women Cycling Team) | Stichting Rabo Women Cycling Team |
| 1. April   | Flandern-Rundfahrt                       | Judith Arndt (Orica-AIS)                            | Marianne Vos (Stichting Rabo Women Cycling Team) | Stichting Rabo Women Cycling Team |
| 18. April  | La Flèche Wallonne Féminine              | Evelyn Stevens (Team Specialized-lululemon)         | Marianne Vos (Stichting Rabo Women Cycling Team) | Stichting Rabo Women Cycling Team |
| 13. Mai    | Tour of Chongming Island World Cup       | Shelley Olds (AA Drink-leontien.nl)                 | Marianne Vos (Stichting Rabo Women Cycling Team) | Stichting Rabo Women Cycling Team |
| 17. August | Open de Suède Vårgårda TTT               | Team Specialized-lululemon                          | Marianne Vos (Stichting Rabo Women Cycling Team) | Stichting Rabo Women Cycling Team |
| 19. August | Open de Suède Vårgårda - RR              | Iris Slappendel (Stichting Rabo Women Cycling Team) | Marianne Vos (Stichting Rabo Women Cycling Team) | Stichting Rabo Women Cycling Team |
| 25. August | Grand Prix de Plouay                     | Marianne Vos (Stichting Rabo Women Cycling Team)    | Marianne Vos (Stichting Rabo Women Cycling Team) | Stichting Rabo Women Cycling Team |

## Endstand
| Fahrerinnen-Wertung |                  |              |                                          |        |
| #                   | Name             | Nationalität | Team                                     | Punkte |
| 1                   | Marianne Vos     | NED          | Rabobank Women Cycling Team              | 355    |
| 2                   | Judith Arndt     | DEU          | Orica-AIS                                | 187    |
| 3                   | Evelyn Stevens   | USA          | Team Specialized-lululemon               | 152    |
| 4                   | Trixi Worrack    | DEU          | Team Specialized-lululemon               | 142    |
| 5                   | Shelley Olds     | USA          | AA Drink-leontien.nl                     | 125    |
| 6                   | Emma Johansson   | SWE          | Hitec Products-Mistral Home Cycling Team | 110    |
| 7                   | Iris Slappendel  | NED          | Rabobank Women Cycling Team              | 117    |
| 8                   | Kirsten Wild     | NED          | AA Drink-leontien.nl                     | 108    |
| 9                   | Tiffany Cromwell | AUS          | Orica-AIS                                | 89     |
| 10                  | Linda Villumsen  | NZL          | Orica-AIS                                | 76     |

| Team-Wertung |                                          |              |        |
| #            | Team                                     | Nationalität | Punkte |
| 1            | Rabobank Women Cycling Team              | NED          | 606    |
| 2            | Orica-AIS                                | AUS          | 502    |
| 3            | Team Specialized-lululemon               | NED          | 387    |
| 4            | AA Drink-leontien.nl                     | NED          | 333    |
| 5            | Hitec Products-Mistral Home Cycling Team | NOR          | 275    |
| 6            | RusVelo                                  | RUS          | 141    |
| 7            | Skil 4T1I                                | NED          | 123    |
| 8            | MCipollini Giambenini                    | ITA          | 121    |
| 9            | Dolmans-Boels Cyclingteam                | NED          | 96     |
| 10           | Faren Honda Team                         | ITA          | 85     |